# Biagio Nazzaro

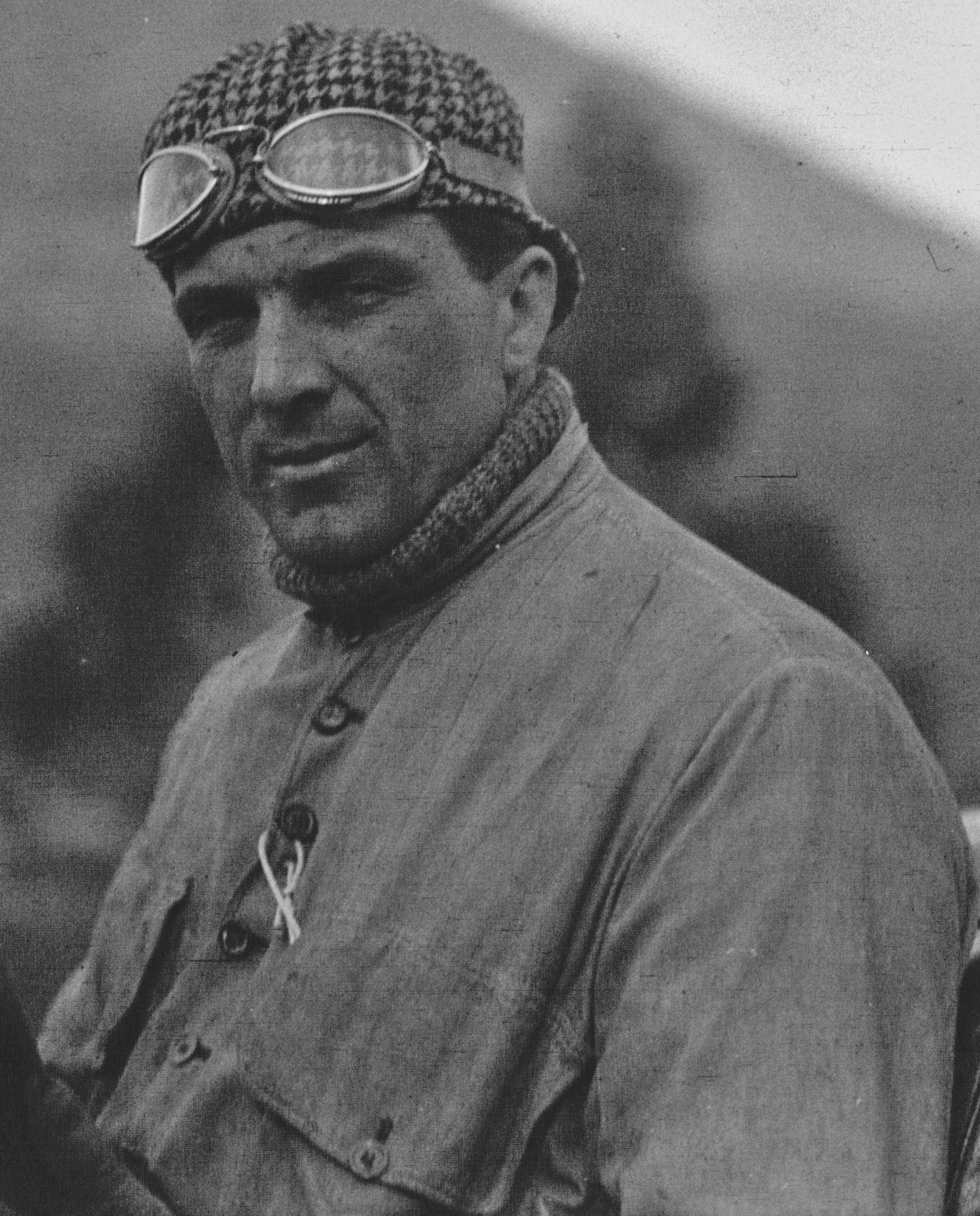
Biagio Nazzaro bei der Targa Florio 1922

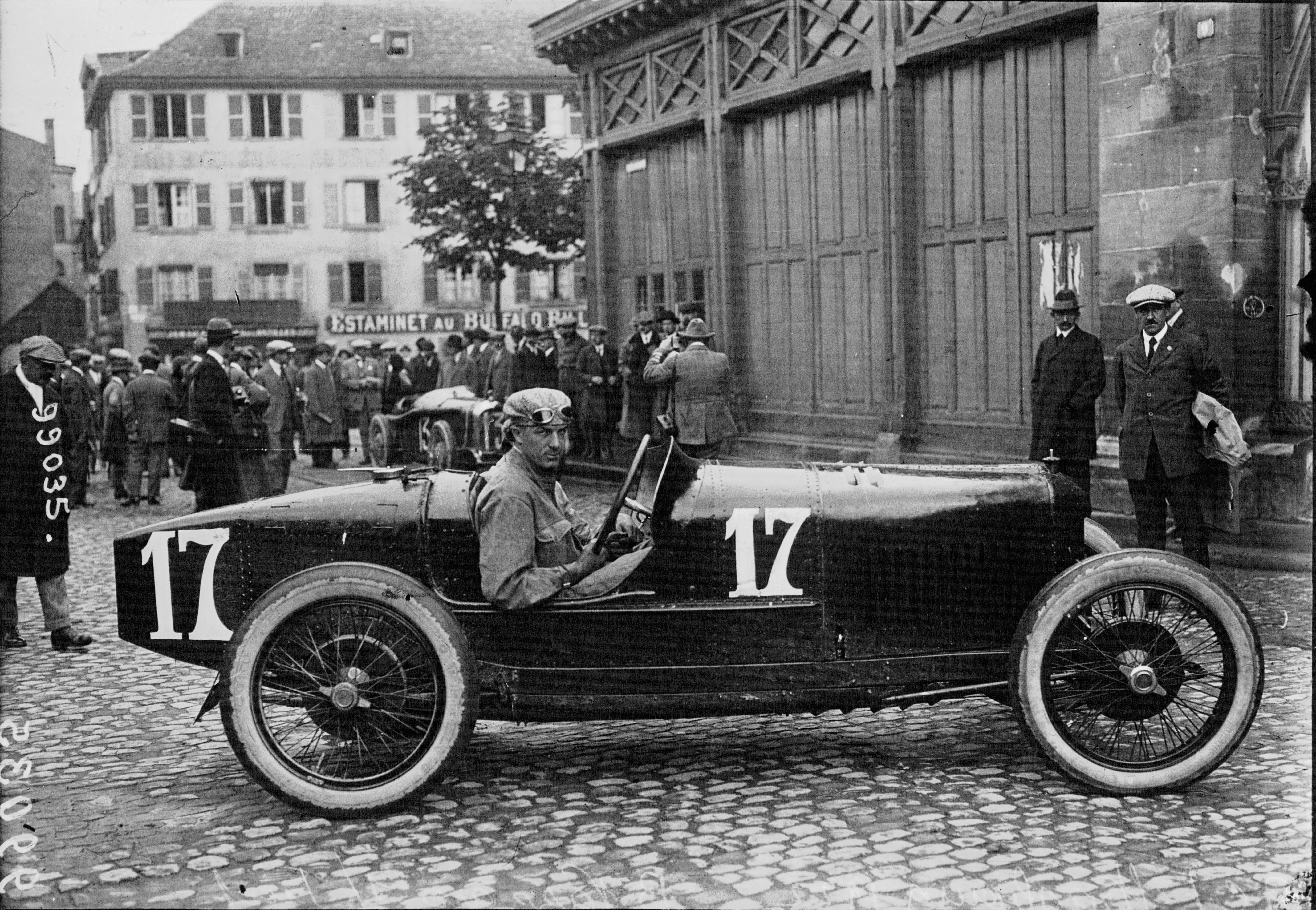
Biagio Nazzaro beim Großen Preis von Frankreich 1922

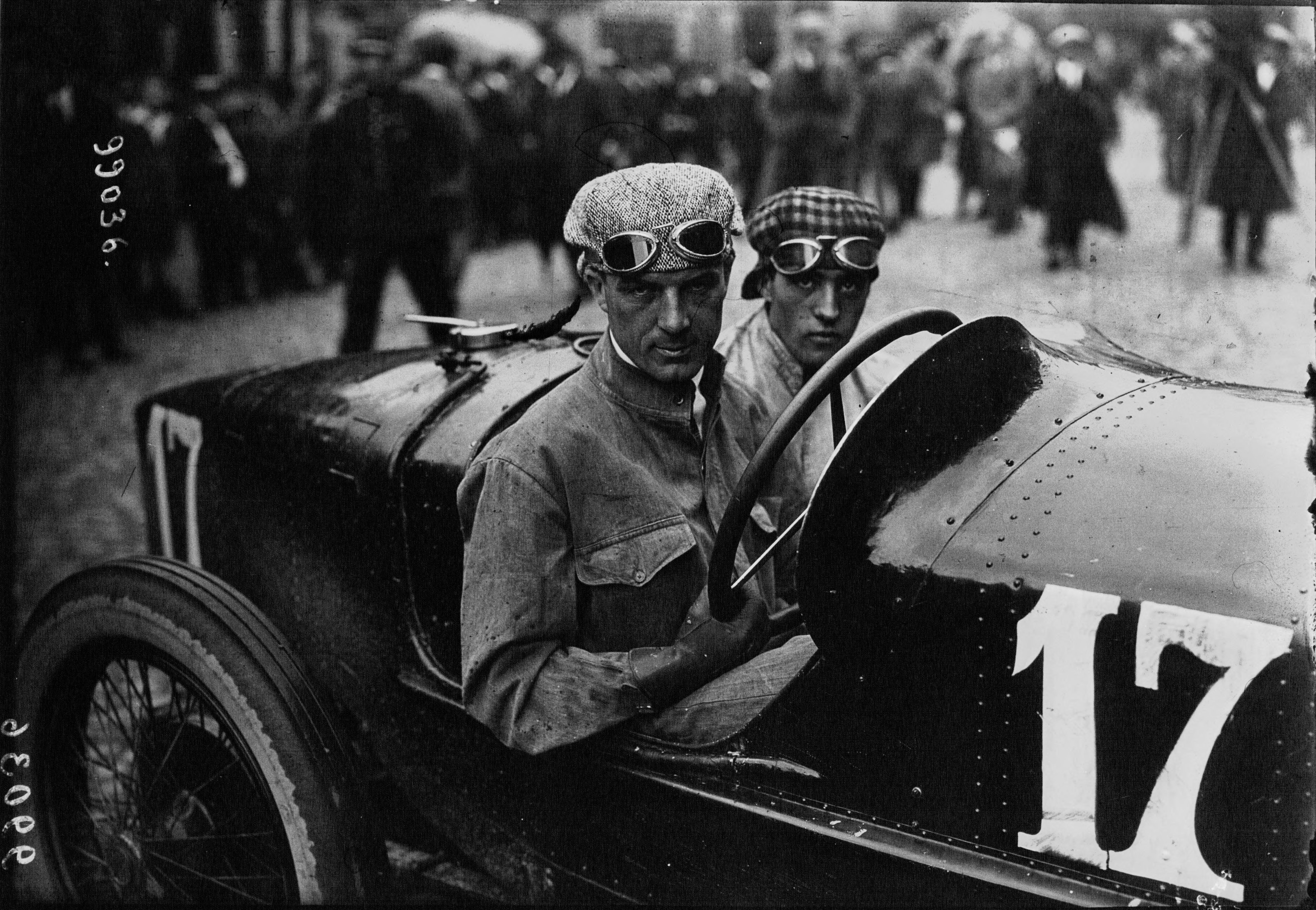
Biagio Nazzaro beim Großen Preis von Frankreich 1922

Biagio Nazzaro (* 3. Juli 1890 in Turin; † 15. Juli 1922 in Straßburg) war ein italienischer Motorrad- und Automobilrennfahrer.

## Leben
Biagio Nazzaro wurde 1890 in Turin geboren. Sein Onkel war der erfolgreiche Motorrad- und Automobilrennfahrer Felice Nazzaro. Sein Spitzname war Biasin.
Nazzaro begann in den 1910er-Jahren mit dem neu aufkommenden Motorradsport. Im Jahr 1920 wurde er auf Della Ferrera Italienischer Straßenmeister in der 500-cm³-Klasse. In der folgenden Saison gewann er auf Indian bzw. Harley-Davidson den Titel in der 1000er-Klasse und siegte dabei unter anderem beim Großen Preis von Italien in Turin und bei der 880 Kilometer langen III. Raid Nord-Sud von Mailand nach Neapel. Außerdem stellte er am 10. Juli 1921 in Cremona mit einer Durchschnittsgeschwindigkeit von 154,506 km/h einen neuen Weltrekord für Motorräder über den fliegenden Kilometer auf.
Im Alter von 32 Jahren wechselte Biagio Nazzaro mit Unterstützung seines Onkels, der Werksfahrer bei Fiat war, zum Automobilsport. 1922 wurde er auf einem 3-Liter-Fiat hinter Franz Conelli Zweiter beim Bergrennen Parma–Poggio di Berceto. Im späteren Saisonverlauf bestritt er auf einem Werks-Fiat 802 die Targa Florio. In der zweiten Runde des Rennens verlor er die Kontrolle über seinen Wagen, kam von der Strecke ab und verunglückte. Nazzaro und sein Beifahrer kamen unverletzt davon, und obwohl sein berühmter Onkel Felice nicht einmal für das Rennen genannt hatte, berichteten einige Medien in Europa und Amerika von einem schweren Unglück Felice Nazzaros.

### Tödlicher Unfall
Biagio Nazzaro kam am Samstag, dem 15. Juli 1922 beim XVI Grand Prix de l’Automobile Club de France auf dem 13,380 km langen Straßenkurs Circuit de Strasbourg um Duppigheim bei Straßburg ums Leben. Etwa fünf Stunden nach Rennbeginn bekam Nazzaros Fiat 804 ca. 800 Meter vor der Haarnadelkurve von Entzheim bei voller Fahrt ein Problem an der Hinterachse, verlor ein Hinterrad, prallte gegen einen Baum und überschlug sich mehrmals. Biagio Nazzaro und sein Beifahrer Felice Germano wurden ins Krankenhaus nach Straßburg gebracht, wo der Nazzaro kurze Zeit später starb. Über Germanos Verbleib gab es unterschiedliche Berichte.
In der 58. Rennrunde verunglückte Nazzaros Teamkollege Pietro Bordino nach einem ähnlichen Problem, entkam aber unverletzt und wurde als Vierter gewertet. Die Fiat-Ingenieure erkannten später einen Konstruktionsfehler an der Hinterachse. Biagio Nazzaros Onkel Felice gewann das über 60 Runden führende Rennen und erfuhr erst im Ziel vom Tod seines Neffen.
Nazzaros Beerdigung auf dem Cimitero monumentale di Torino fand unter großer öffentlicher Anteilnahme statt. Unter den Trauergästen befand sich unter anderem der Fiat-Präsident Giovanni Agnelli. An der Unglücksstelle wurde ein Denkmal errichtet, das später wegen einer Straßenerweiterung entfernt wurde. Der Moto Club di Torino brachte im Turiner Stadtteil Sassi eine Gedenktafel an, die noch heute existiert. Zwei Jahre nach Nazarros Tod benannte sich der Fußballverein von Chiaravalle in Sporting Club Biagio Nazzaro um.
Biagio Nazzaro war der erste von drei Fiat-Werksfahrern, die innerhalb von nur 13 Monaten mit dem 804 tödlich verunglückten. Am 14. Juni 1923 starb Evasio Lampiano und zwei Monate später Enrico Giaccone bei einer Testfahrt in Monza.
Im Frühjahr 1923 verunglückte auch Nazzaros Witwe bei einem Verkehrsunfall mit einem Itala in der Nähe vor Turin tödlich.

## Erfolge
- 1920 – italienischer 500-cm³-Meister auf Della Ferrera
- 1921 – italienischer 1200-cm³-Meister auf Harley-Davidson